# Groupe trivial
En mathématiques, un groupe trivial est un groupe constitué du seul élément e. Tous les groupes triviaux sont isomorphes, c'est pourquoi on dit souvent le groupe trivial. 
L'opération de groupe est e + e = e. L'élément e est le neutre, et le groupe est abélien et même cyclique.
On ne doit pas confondre le groupe trivial avec l'ensemble vide (qui n'a pas d'élément, donc pas d'élément neutre, si bien qu'il ne peut pas être un groupe).
Le groupe trivial est « le » groupe cyclique d'ordre 1, noté C1. C'est aussi  « l' » objet nul (i. e. à la fois objet initial et objet final) de la catégorie des groupes, parfois noté 0. 
Chez beaucoup d'auteurs,, le sous-groupe trivial d'un groupe G désigne le sous-groupe réduit à l'élément neutre de G, mais chez certains autres, « les sous-groupes triviaux d'un groupe G sont G et le sous-groupe de G réduit à l'élément neutre ».